# Berta Wolf
Berta Wolf (* 11. Februar 1904 in Drösing; † 30. Dezember 1991 in St. Pölten) war eine österreichische Mittelschullehrerin und von 1947 bis 1957 die erste Vorsitzende der 1947 gegründeten Katholischen Frauenbewegung Österreichs.

## Leben
Berta Wolf studierte und promovierte im Fach Germanistik an der Universität Wien und war anschließend als Mittelschullehrerin tätig. In ihrer Dissertation befasste sich 1929 mit dem österreichischen Theaterdirektor, Theaterkritiker, Schriftsteller und Rechtswissenschafter Max Burckhard.
Sie war vor dem Zweiten Weltkrieg Vorstandsmitglied und zeitweilig Vizepräsidentin der „Katholischen Reichsfrauenorganisation Österreichs“ und Vorstandsmitglied der „Katholischen Frauenorganisation“ für Wien.
| Personendaten    | Personendaten                                                                                   |
| ---------------- | ----------------------------------------------------------------------------------------------- |
| NAME             | Wolf, Berta                                                                                     |
| KURZBESCHREIBUNG | österreichische Mittelschullehrerin und Vorsitzende der Katholischen Frauenbewegung Österreichs |
| GEBURTSDATUM     | 11. Februar 1904                                                                                |
| GEBURTSORT       | Drösing                                                                                         |
| STERBEDATUM      | 30. Dezember 1991                                                                               |
| STERBEORT        | St. Pölten                                                                                      |